# 植田亮
植田 亮（うえだ りょう）は、日本のフリーイラストレーター、ゲームの原画家。男性。埼玉県出身、在住。
1999年頃、商業誌を中心に活動をはじめ、2001年に、ドリームキャスト版『Canvas 〜セピア色のモチーフ〜』の追加キャラクター「美咲彩」の原画で原画家デビューする。
現在は小説の挿絵の他、etudeで、『そして明日の世界より――』の原画を担当している（同作品ではCGも担当している）。また、サークル「Fancy Fantasia」で同人活動もしている。

## 作品

### 美少女ゲーム
- Canvas 〜セピア色のモチーフ〜（F&C※DC、DVD版）
  - NAKED BLUE 〜Canvas Wallpaper Collection〜（F&C、壁紙のみ）
- 空色の風琴（The Lotus）
  - 空色の風琴 -Remix-（プリンセスソフト）
- 巫女舞 〜ただ一つの願い〜（etude）
  - 巫女舞 〜永遠の想い〜（KID）
- そして明日の世界より――（etude）
- 秋空に舞うコンフェティ（etude、「植田リョウ」名義）
- 七つのふしぎの終わるとき（etude、「植田リョウ」名義）

### ゲーム
- 恋愛シミュレーションツクール2（エンターブレイン）
- 千年戦争アイギス（DMM GAMES、「植田リョウ」名義）
- 御城プロジェクト：RE ～CASTLE DEFENSE～（DMM GAMES）
- マギアレコード 魔法少女まどか☆マギカ外伝 - キャラクターデザイン（梢麻友・牧野郁美）、カードイラスト

### 挿絵
- SCAR/EDGE（三田誠著、富士見ファンタジア文庫）
- 影≒光（影名浅海著、スーパーダッシュ文庫）
- パラレル・トラブラーズ（丘野ゆうじ著、スーパーダッシュ文庫）
- デモンパラサイト（北沢慶著、富士見ファンタジア文庫）
- さよならピアノソナタ（杉井光著、電撃文庫）
- アニスと不機嫌な魔法使い（花房牧生著、HJ文庫）
- ラプンツェルの翼（土橋真二郎著、電撃文庫）
- アリアンロッド・サガ・リプレイ・アクロス（久保田悠羅著、富士見ドラゴンブック）
- その日彼は死なずにすむか?（小木君人著、ガガガ文庫）
- ガジェット（九重一木著、角川スニーカー文庫）
- ワールドエンドライツ（花房牧生著、HJ文庫）
- 神剣アオイ（八薙玉造著、スーパーダッシュ文庫）
- アトリウムの恋人（土橋真二郎著、電撃文庫）
- アリス・イン・ゴシックランド（南房秀久著、角川スニーカー文庫）
- 超粒子実験都市のフラウ（土屋つかさ著、角川スニーカー文庫）
- OP-TICKET GAME（土橋真二郎著、電撃文庫）
- 強くないままニューゲーム（入間人間著、電撃文庫）
- 最新のゲームは凄すぎだろ（浮世草子著、ヒーロー文庫）
- 紅炎のクロスマギア（花房牧生著、HJ文庫）
- 夏の終わりとリセット彼女（境田吉孝著、ガガガ文庫）
- 竜と飛翔機（高遠夕著、ヒーロー文庫）
- ディアヴロの茶飯事（斜塔乖離著、HJ文庫）
- 京都多種族安全機構（赤井紅介著、アース・スターノベル）
- 逆道の覇王戦記（空埜一樹著、ダッシュエックス文庫）
- 我にチートを（温泉卵著、HJノベルス）
- 竜峰の麓に僕らは住んでいます（寺原るるる著、ヒーロー文庫）
- 笑顔で魔力チャージ（三木なずな著、ダッシュエックス文庫）
- オレの恩返し 〜ハイスペック村づくり〜（ハーーナ殿下著、アース・スターノベル）
- 処刑タロット（土橋真二郎著、電撃文庫）
- 潜在魔力0だと思っていたら、実は10000だったみたいです（どらねこ著、アース・スターノベル）
- ディメンションウェーブ（アネコユサギ著、ヒーロー文庫）
- いずれ最強へと至る道（藍澤建著、ヒーロー文庫）※3巻のみ
- 魔剣の弟子は無能で最強! 〜英雄流の修行で万能になれたので、最強を目指します〜（ふか田さめたろう著、SQEXノベル）
- 最強エルフたちと送る最高のスローライフ〜転生した200年後の世界の中心にいたのは、かつて俺に仕えていた6人のエルフでした〜（破綻郎著、アース・スターノベル）
- 察知されない最強職（三上康明著、ヒーロー文庫）※13巻以降
- 青春マッチングアプリ（江ノ島アビス著、HJ文庫）
- 魔弾の王と極夜の輝姫（川口士著、ダッシュエックス文庫）
- 薬師ヒナタは癒したい〜ブラック医術ギルドを追放されたポーション師は商業ギルドで才能を開花させる〜（月ノみんと著、TOブックス）

### イラスト
- 「四季（冬）」（ガンガンONLINE2009年1月15日）
- コミックマーケット85 企業ブースパンフレット表紙（2013年冬）

### その他
- IRroid（QUICK）